# Ampolla de Leiden

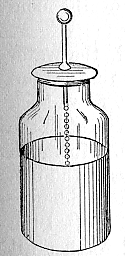
Dibuix del Condensador original

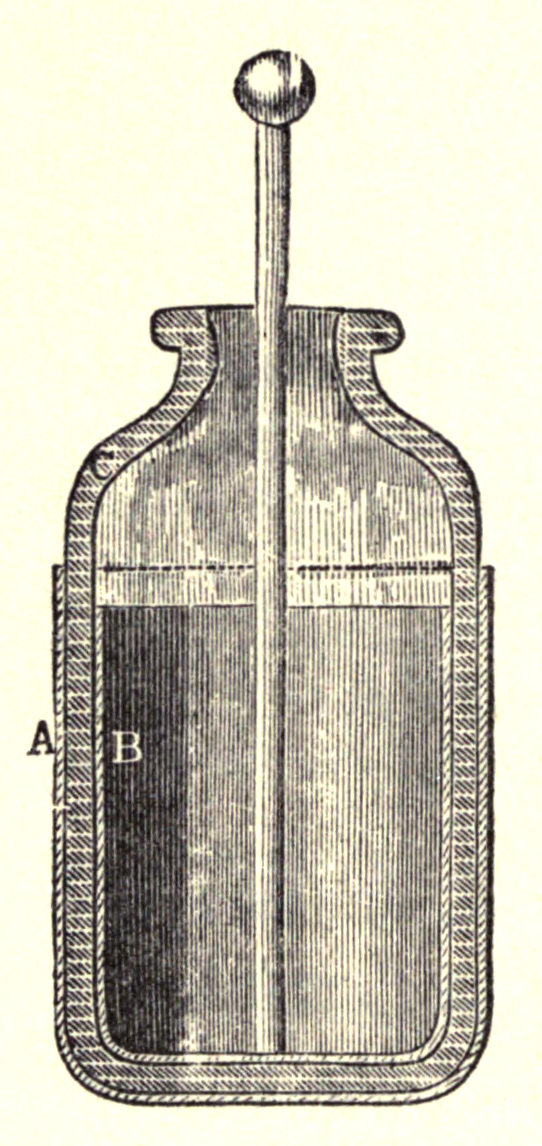
Dibuix de la secció d'una ampolla de Leiden: Una ampolla de vidre és recoberta interior (B) i exteriorment (A) per una làmina metàl·lica. La part superior pròxima a la boca es deixa sense recobriment per evitar arcs elèctrics entre les làmines i hi ha un elèctrode metàl·lic en contacte amb la làmina interior que surt a l'exterior per tal de poder fer la càrrega

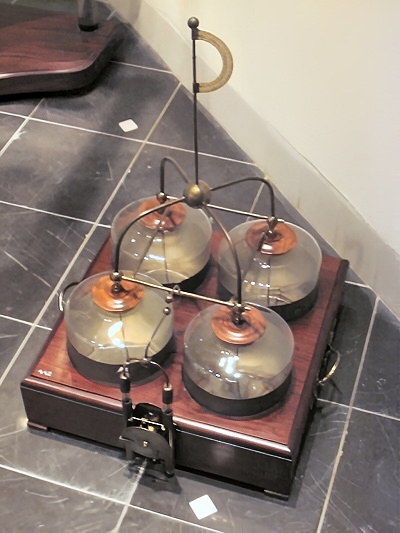
Imatge d'una bateria de quatre ampolles de Leiden. (Museu de Boerhaave de Leiden, Països Baixos).

L'ampolla de Leiden és un giny simple que pot emmagatzemar electricitat estàtica en gran quantitats. Va ser coinventat de manera independent per Ewald Georg von Kleist el 1745 i per Pieter van Musschenbroek el 1746. Va ser la primera forma de condensador. Aquest invent va ser utilitzat per fer molts experiments amb electricitat de l'època. Aquest descobriment va tenir una importància cabdal en l'estudi de l'electricitat perquè facilita als investigadors una manera més còmoda, senzilla i compacta d'emmagatzemar unacàrrega elèctrica.

## Descripció
El disseny típic consisteix en un elèctrode superior connectat elèctricament per algun mitjà (generalment una cadena) a una làmina metàl·lica que revesteix part de la superfície interior de l'ampolla de vidre. Una làmina conductora embolcalla la part exterior de l'ampolla coincidint amb la superfície ocupada per la làmina interior. L'ampolla es carrega amb un generador electroestàtic o una altra font de càrrega elèctrica, connectat a l'elèctrode intern mentre l'exterior és connectat a terra. Les superfícies interior i exterior emmagatzemen la mateixa quantitat de càrrega però de signes oposats.
La forma original fou una ampolla de vidre parcialment plena d'aigua amb un fil metàl·lic passant a través d'un tap de suro que la tapava. El paper que fa la làmina exterior era substituït per la mà de l'experimentador. Aviat es va trobar que era millor recobrir la part exterior amb una làmina metàl·lica (William Watson, 1746), l'aigua de l'interior, que era conductora a causa de les impureses que contenia (possiblement per accident), era connectada per mitjà d'una cadena o fil conductor a un terminal exterior, una esfera per evitar descàrregues per efecte corona. Al principi es pensava que la càrrega s'emmagatzemava a l'aigua.
Benjamin Franklin va estudiar l'ampolla de Leiden i va arribar a la conclusió que la càrrega s'emmagatzemava al vidre i no a l'aigua. Avui dia sabem que cap de les dues teories era correcta, sinó que la càrrega s'emmagatzema als conductors, però només en una petita capa al llarg de la superfície que està en contacte amb el vidre, el dielèctric. La càrrega pot fugir de la superfície del dielèctric si el contacte és imperfecte i el camp elèctric no és prou intens. Per això el fluid de l'interior pot ser substituït per una làmina metàl·lica. Els primers experimentadors van trobar fàcilment que com més prim fos el dielèctric, més properes fossin les làmines i més gran la superfície més quantitat de càrrega es podia emmagatzemar a un voltatge donat. L'avenç del desenvolupament de l'electroestàtica va revelar que el material dielèctric no era essencial però incrementava la capacitat d'emmagatzemament, la capacitància, i evitava possibles arcs elèctrics entre les làmines. Dues làmines separades per una petita distància també són un condensador, fins i tot al buit.
Originalment la quantitat de càrrega emmagatzemada, la capacitància, es mesurava en ampolles d'una mida determinada, o a través de la superfície recoberta de les ampolles assumint un gruix i composició estàndards del vidre. Una ampolla de Leiden típica tenia una capacitància d'entre 50 pF i 1 nF.

## Història
A l'antiga Grècia ja era conegut l'efecte de l'electrificació de les peces d'ambre en ser fregades, que eren capaces d'atreure petites partícules. Aquest fenomen és degut a l'efecte triboelèctric, una separació mecànica de les càrregues en un dielèctric. El mot «electricitat» prové de la paraula grega ηλεκτρον («elektron») que designa l'ambre.
Vers el 1650 Otto von Guericke va construir el primer generador electroestàtic a fricció que es basava en una esfera giratòria de sofre que era carregada per fregament manual. Aquest primer giny electroestàtic va inspirar el ràpid desenvolupament de múltiples formes i variacions de màquines electroestàtiques de fricció que van ajudar força al progrés de l'estudi de l'electricitat.
El descobriment del primer tipus d'ampolla de Leiden és atribuït al físic alemany Ewald Georg von Kleist, que el 1745 va trobar un mètode per emmagatzemant grans quantitats de càrrega elèctrica, va cobrir parcialment amb una làmina de plata una ampolla de vidre mig plena d'aigua, amb un elèctrode conductor exterior que travessava un tap i estava en contacte amb l'aigua i va utilitzar una màquina electroestàtica de fricció per carregar-la. La idea de Von Kleist era guardar càrrega dins l'ampolla aprofitant que el vidre no era conductor i no es podria escapar, i va tenir la seguretat que ho havia aconseguit en rebre una descàrrega significativa del dispositiu. Aquesta ampolla de Kleist ha arribat als nostres dies amb el nom d'ampolla de Leiden perquè el 1746 Pieter van Musschenbroek va fer el mateix descobriment de manera independent a la universitat de Leiden.
El primer a combinar diverses ampolles en paral·lel que formaven una bateria fou Daniel Gralath, d'aquesta manera incrementava la quantitat total de càrrega que es podia emmagatzemar. El terme bateria va ser encunyat per Benjamin Franklin per analogia amb una bateria de canons (un conjunt de canons situats a un lloc), més tard va ser utilitzar per designar els conjunts de cel·les electroquímiques, amb el sentit modern de bateria elèctrica.
A mitjan segle xix les ampolles de Leiden eren molt comunes, cap a principi del segle xx es van millorar els dielèctrics. També s'en va reduir la mida i la inductància per a ser utilitzades a la nova tecnologia radiofònica van estimular es desenvolupament dels condensadors moderns compactes.